# Indigo
Pour les articles homonymes, voir Indigo (homonymie).

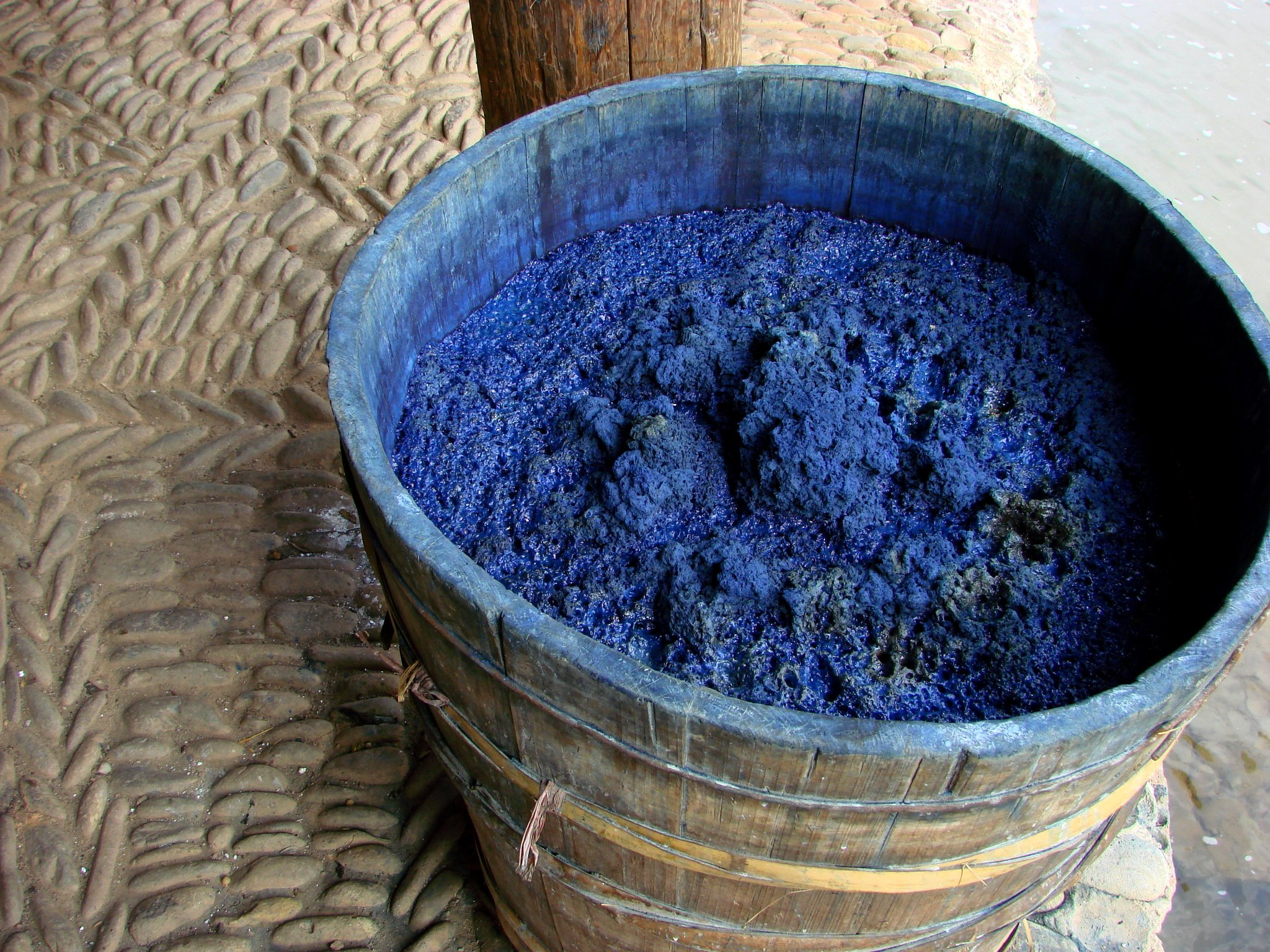
Seau d'indigo de Guizhou.

Indigo (du latin indicum : de l'Inde, lui-même du grec ancien ἰνδικόν / indikón) est un nom de couleur dérivé de celui de la teinture d'indigo, d'une couleur bleu foncé très puissante.

## Composition

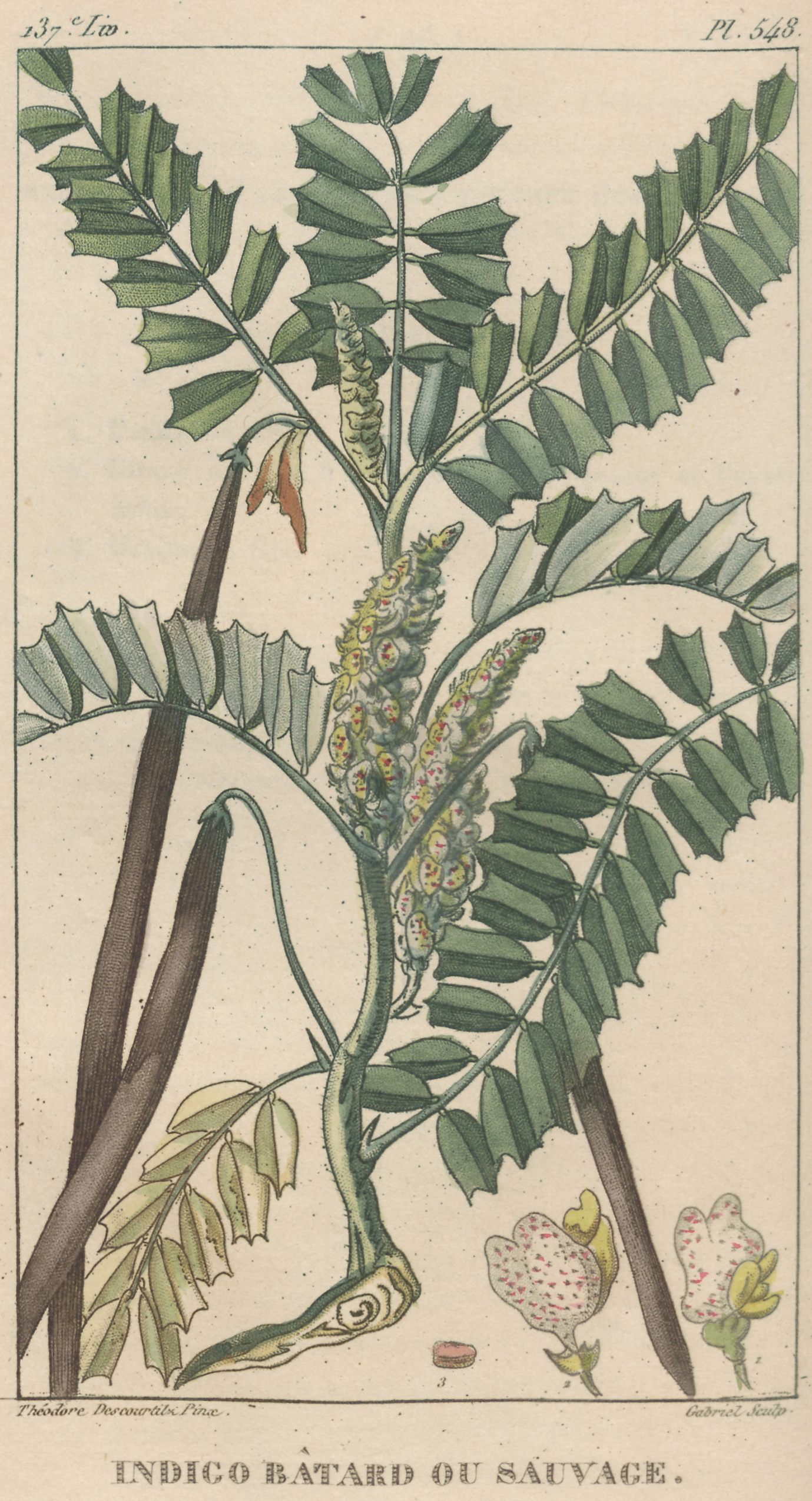
Indigo bâtard ou sauvage.

Des plantes comme le pastel des teinturiers ou guède cultivé au moins depuis le moyen-âge en Europe ou comme les indigotiers cultivés depuis 4 000 ans en Inde, mais aussi d'autres régions d'Asie, en Afrique en Australie, puis répandues dans les empires coloniaux à partir du XVIIe siècle fournissaient la matière première du bleu indigo naturel (Colour Index NB1). On obtient par fermentation et hydrolyse de la feuille une substance incolore qui, oxydée, donne un pigment utilisé dans les beaux-arts. Pour la teinture, on utilise la forme incolore, et l'oxydation, donnant la couleur ou l'azurage d'un blanc, s'effectue sur la fibre. Ceci se passe dans la cuve, c'est pourquoi on appelle aussi l'indigo teinture à la cuve (PRV2).
La couleur indigo est celle obtenue à partir de l'indigotier. Elle comporte une forme isomère rouge de la matière colorante, qui donne un bleu tirant sur le violet, alors que la teinture obtenue à partir du pastel tend plus vers le vert, à cause de la présence de flavonoïdes dans les feuilles. Les couleurs obtenues à partir des plantes étant des mélanges variables, de tous temps on a corrigé les teintes par des mélanges, ce qui rend une définition de la teinte indigo impossible (PRV3).
En 1880, Adolf von Baeyer synthétisa l'indigotine, principe colorant des plantes à indigo. BASF commercialisa l'indigo synthétique après 1900. Dans les années 1920, le bleu d'indanthrone l'améliora, mais ce pigment est cher et réservé à certaines applications comme la peinture automobile (PRV1).
Aujourd'hui, la couleur bleu indigo est souvent fabriquée à partir d'un mélange de pigments bleus (outremer, phtalo) et noir.

## La «septième couleur» de l'arc-en-ciel
L'indigo est souvent qualifié de « septième couleur » de l'arc-en-ciel depuis Isaac Newton. Celui-ci distingua, dans le dégradé continu des couleurs de la lumière blanche décomposée par le prisme, sept couleurs : rouge (ruber), doré (aureus), jaune (flavus), vert (viridis), ciel (cæruleus), indigo (indicus) et violet (violaceus).
Cette répartition a été peu comprise par ses successeurs. 

« Malgré toute notre bonne volonté, nous n'avons pu comprendre l'individualité que la physique attribue à la septième couleur, l'indigo.
Quelle est l'action particulière de cette septième couleur ? Quelle en est la complémentaire, l'inverse ?
Pour nous, l'indigo n'est qu'une des nombreuses nuances du bleu, comme l'azur, le cobalt, l'outremer, le bleu minéral, etc., etc. »

— Félix Bracquemond, 1885.
De nombreux théoriciens jusqu'au XXe siècle ont construit des analogies entre couleurs et musique, et ils ont compris l'analyse de l'arc-en-ciel en sept couleurs comme un parallèle avec le nombre de notes de la gamme musicale.
La couleur indigo de Newton correspond à ce que nous appellerions bleu ou bleu violet, tandis que le cæruleus correspondrait au bleu-vert ou au cyan de l'imprimerie. Un auteur a proposé l'hypothèse, ni reprise ni confirmée, que seules certaines personnes distinguent l'indigo.

## Nuanciers
Les marchands de couleurs pour artistes proposent des indigos :   139 bleu indigo  ;  308 bleu indigo  ;  308 ton bleu indigo  ;  308 bleu indigo  ;   322 indigo , présentées en mélange avec du blanc pour en apprécier la nuance ; les couleurs pures apparaissent pratiquement noires, et la chromaticité croît lorsqu'on les mélange à du blanc, jusqu'à atteindre un maximum vers 1÷1 et décroître à nouveau (PRV1).
On trouve aussi du papier couleur  140 indigo .
En peinture pour la décoration, on trouve  indigo 4   indigo 5  indigo 6  ;  indigo EE106 .

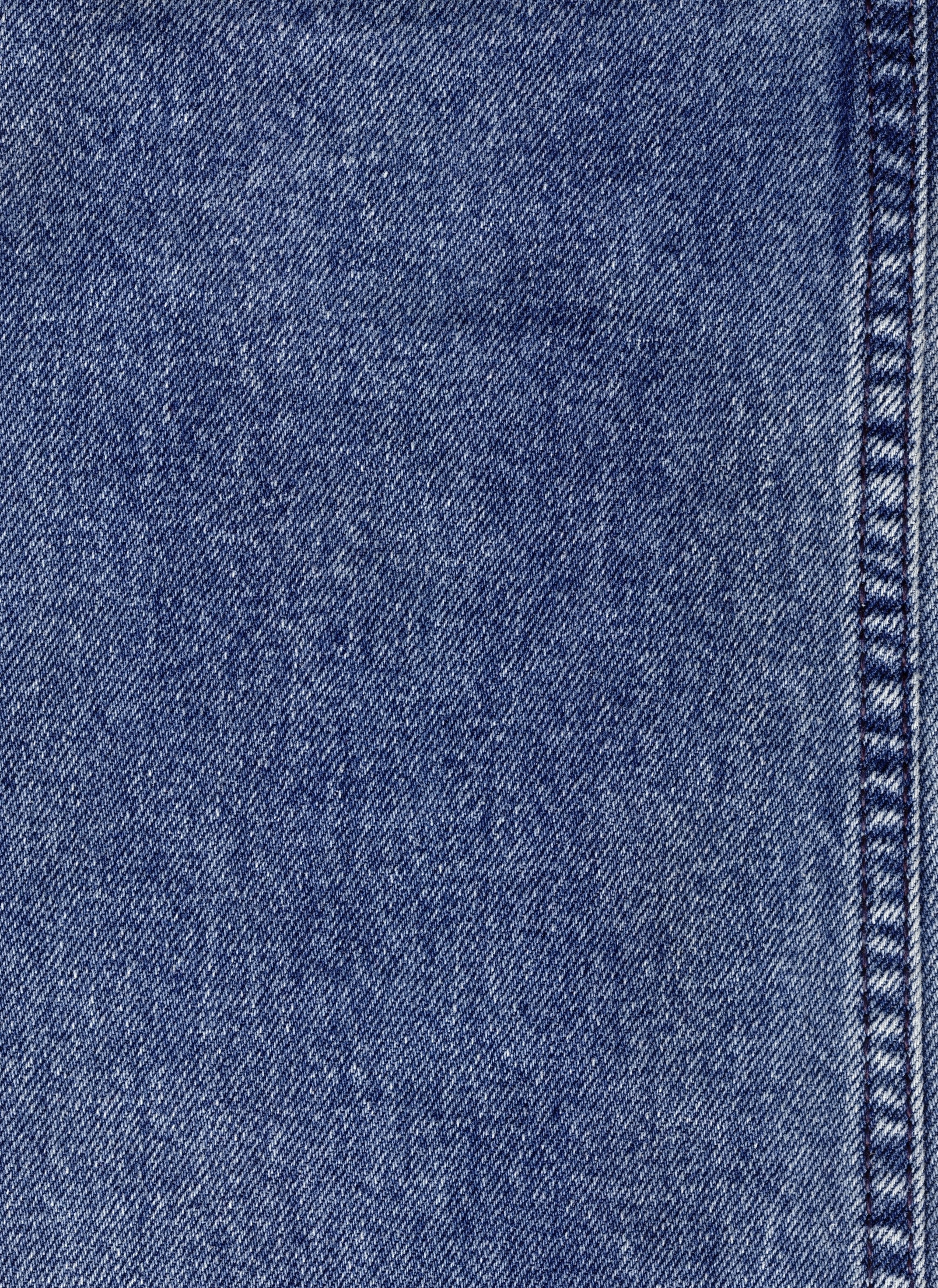
Le Denim est teint couleur indigo.
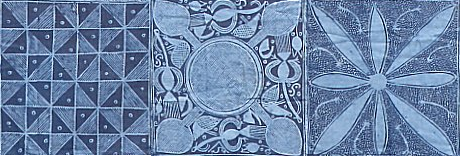
Tissu adire yoruba décoré à l'indigo.

## Indigo du web
Les concepteurs anonymes des noms de couleur X11 repris pour les couleurs web semblent avoir cultivé le souvenir de Newton, plutôt que le respect de son travail. Le mot clé « web » indigo renvoie le code   #4B0082  , qui donne un violet-pourpre, un peu au-delà du plus violet des violets de l'arc-en-ciel, qui, s'il pouvait avoir la luminosité nécessaire, donnerait   #460082  . La teinture indigo ne va jamais non plus aussi loin dans le violacé.
Le bleu primaire sRGB des écrans d'ordinateur,   #000080 navy  à la limite des bleus-violets et des violets-bleus selon la norme AFNOR X08-010 « Classification méthodique générale des couleurs » (annulée le 30 août 2014), serait sans doute un meilleur candidat pour la couleur indigo selon Isaac Newton.